# 1-ميثيل أدينوسين
1-ميثيل أدينوسين (بالإنجليزية: 1-Methyladenosine)‏ واختصارا (m1A) هو نيوكليوسيد قاعدته النووية 1-ميثيل أدينين وهي مشتق ممثيل من الأدينين، سكره هو الريبوز. يتواجد طبيعيا في بعض جزيئات الرنا الناقل والريبوسومي.
كمثال يتواجد جزيء 1-ميثيل أدينوسين في الذراع TΨC للرنا الناقل للفينيل ألانين. 

الرنا الناقل لل فينيل ألانين لدى الخميرة. 1-ميثيل أدينوسين موضح بـ m1A.